# Последња аудијенција
Последња аудијенција је српска телевизијска серија, коју је 2008. године снимио редитељ Ђорђе Кадијевић по сопственом сценарију написаном у сарадњи са књижевником Живорадом Жиком Лазићем. Серија говори о животу Николе Пашића.

## Списак епизода
| Епизода            | Трајање |
| ------------------ | ------- |
| 1. Прва епизода    | 56 мин. |
| 2. Друга епизода   | 61 мин. |
| 3. Трећа епизода   | 63 мин. |
| 4. Четврта епизода | 63 мин. |